# Geranomyia vitiella
Geranomyia vitiella is een tweevleugelige uit de familie steltmuggen (Limoniidae). De soort komt voor in het Australaziatisch gebied.